# Кріс Данк
Кріс Данк (англ. Chris Dunk; нар. 23 січня 1958) — колишній американський тенісист.
Найвищу одиночну позицію світового рейтингу — 129 місце досяг 4 січня, 1982, парну — 35 місце — 17 вересня, 1984 року.
Здобув 2 парні титули.
Найвищим досягненням на турнірах Великого шолома були чвертьфінали в парному розряді.

## Фінали за кар'єру

### Парний розряд:5 (2-3)
| Результат | W/L | Дата     | Турнір             | Покриття   | Партнер       | Суперники                       | Рахунок       |
| --------- | --- | -------- | ------------------ | ---------- | ------------- | ------------------------------- | ------------- |
| Перемога  | 1–0 | Бер 1981 | Мехіко, Мексика    | Ґрунт      | Мартін Девіс  | Джон Александер Росс Кейс       | 6–3, 6–4      |
| Перемога  | 2–0 | Лис 1981 | Гонконг            | Тверде     | Кріс Мейотт   | Мартін Девіс Бред Дрюетт        | 6–4, 7–6      |
| Поразка   | 2–1 | Бер 1982 | Брюссель, Бельгія  | Тверде (i) | Трейсі Делатт | Павел Сложил Шервуд Стюарт      | 4–6, 7–6, 5–7 |
| Поразка   | 2–2 | Вер 1982 | Сан-Франциско, США | Килим (i)  | Мартін Девіс  | Фріц Бунінг Браян Тічер         | 7–6, 2–6, 5–7 |
| Поразка   | 2–3 | Сер 1984 | Клівленд, США      | Тверде     | Мартін Девіс  | Франсіско Гонсалес Метт Мітчелл | 6–7, 5–7      |